# Laurence Piketty
 (mars 2020).
Pour les articles homonymes, voir Piketty.
Laurence Piketty, née le 13 novembre 1963 à Paris, est une scientifique et dirigeante française, administratrice générale adjointe au Commissariat à l'énergie atomique et aux énergies alternatives depuis 2018.

## Biographie
Laurence Piketty est née Leydier.

### Formation
Laurence Piketty fait des études de chimie à l'École nationale supérieure de chimie de Paris et obtient un diplôme d'ingénieur chimiste en 1988. Elle poursuit sa formation en passant un doctorat de physique (en science des matériaux) à l’université Pierre-et-Marie-Curie, portant sur la recherche de nouvelles protections contre l’oxydation de composites carbone-carbone constitutifs de la navette spatiale européenne en 1992.

### Carrière
De 1994 à 1995, elle est chercheuse pour Veolia dans le domaine des déchets industriels spéciaux. De 1995 à 2010, elle intègre le CEA d'abord à la cellule de sureté nucléaire du site de Fontenay-aux-Roses de 1995 à 1998, puis en tant que responsable du laboratoire d’assainissement radioactif et du bureau transport de 1998 à 2003. Puis elle devient responsable de l’unité d’assainissement nucléaire du CEA-Fontenay-aux-Roses, chargé du démantèlement, de l’assainissement et de la gestion des déchets radioactifs (2003-2007) et devient finalement assistante Affaires Générales auprès du Directeur de l’énergie nucléaire  de 2007 à 2010.
En mars 2010, elle devient directrice du secteur énergie, développement durable, chimie et procédés au sein de la Direction Générale de la Recherche et de l'Innovation auprès de Valérie Pécresse alors ministre de l'Enseignement supérieur et de la recherche. Elle quitte cette fonction pour rejoindre le cabinet du premier ministre François Fillon en tant que conseillère technique jusqu'en mai 2012 et le changement de gouvernement à la suite de l'élection du président socialiste François Hollande.
À partir de 2012, elle réintègre le CEA, occupant différentes fonctions à responsabilité au sein de l'organisme :
- Conseillère technique au cabinet de l'Administrateur Général du CEA de mai 2012 à juillet 2013
- Directrice de l'assainissement et du démantèlement nucléaire de juillet 2013 à décembre 2016
- Directrice Adjointe de la Direction du Démantèlement pour les Centres Civils de janvier 2017 à novembre 2018
- Administratrice générale adjointe depuis novembre 2018

En parallèle à ses fonctions au sein du CEA, elle est auditrice de la 68e session de l'Institut des hautes études de Défense nationale (IHEDN) de septembre 2015 à juin 2016. À partir de 2015, elle devient présidente de la section technique démantèlement et déchets de la Société française d'énergie nucléaire (SFEN).

## Prix et distinctions
- Chevalière de la Légion d'honneur (2020)[2]
- Chevalière de l'ordre national du Mérite (2015)
- Prix Win France (2017)